# Шимани (гміна Вонсош)
Шимани (пол. Szymany) — село в Польщі, у гміні Вонсош Ґраєвського повіту Підляського воєводства.
Населення — 55 осіб (2011).
У 1975-1998 роках село належало до Ломжинського воєводства.

## Демографія
Демографічна структура станом на 31 березня 2011 року:
|          | Загалом | Допрацездатний вік | Працездатний вік | Постпрацездатний вік |
| -------- | ------- | ------------------ | ---------------- | -------------------- |
| Чоловіки | 24      | 8                  | 15               | 1                    |
| Жінки    | 31      | 7                  | 16               | 8                    |
| Разом    | 55      | 15                 | 31               | 9                    |